# Walter Empacher
Walter Empacher (* 1. Februar 1906 in Stettin; † 9. Februar 1945 ebenda) war ein deutscher Widerstandskämpfer und einer der Organisatoren des antifaschistischen Widerstands in Pommern.

## Leben
Der Vater von Walter Empacher war Schmied, dessen Einkommensverhältnisse es nicht gestatteten, seinem Sohn eine Ausbildung zu ermöglichen. Deshalb musste Empacher seinen Lebensunterhalt als Bürobote, Landarbeiter, Gärtner und Bauarbeiter verdienen. Später qualifizierte er sich durch Selbststudium für eine Tätigkeit als Angestellter einem IG Farben-Zweigwerk.
1926 wurde er Mitglied der KPD. Zuerst wurde er aktiv bei der Betreuung kommunistischer Kindergruppen. 1929 wurde er Leiter der Theatergruppe Roter Wecker.
Im April 1933 wurde Empacher wegen seiner Beteiligung am Widerstand gegen den Nationalsozialismus verhaftet und im KZ Sonnenburg in „Schutzhaft“ genommen, aus der er erst Anfang 1934 wieder entlassen wurde. Im August 1935 wurde er von der Gestapo verhaftet, weil er Funktionären der KPD-Bezirksleitung Pommern, darunter Hermann Matern, nach ihrer Flucht aus dem Stettiner Gerichtsgefängnis geholfen hatte. Er erhielt eine neunmonatige Gefängnisstrafe.
Ab 1937 organisierte er zusammen mit seinem Schulfreund Werner Krause in Stettin eine der größten illegalen Widerstandsgruppen, der zeitweise bis zu 300 Personen angehörten, darunter neben Kommunisten und Sozialdemokraten auch Parteilose. Sie hatten in der Zeit des Zweiten Weltkriegs auch Kontakte zu kirchlich-katholischen und ausländischen Widerstandsgruppen, mit denen sie eng zusammenarbeiteten und die Ziele des NKFD propagierten.
Zur Widerstandsorganisation um Empacher gehörte 1943/44 auch Herta Geffke. 1943 wurde Empacher von der Hydrierwerke Pölitz AG nach Auschwitz dienstverpflichtet. Die Fahrten zum Arbeitsort nutzte er, um die von seiner Widerstandsorganisation hergestellten Flugblätter in Breslau und von dort aus in anderen deutschen Städten zu verbreiten.
Infolge der im November 1944 begonnenen Verhaftungswelle gegen die pommersche Widerstandsgruppe wurde Empacher am 23. Dezember 1944 verhaftet. In einem hastig herbeigeführten Prozess wurde er am 9. Februar 1945 zum Tode verurteilt und wegen der Angst der NS-Justizbehörden vor der heranrückenden Roten Armee noch am selben Tag ermordet.

## Ehrungen
- In Eberswalde-Finow gibt es eine Gedenkstätte für Walter Empacher und den antifaschistischen Widerstand in Pommern.[1]
- In Löbau gibt es einen Gedenkstein für Walter Empacher.[2]
- Das Panzerregiment 21 der 9. Panzerdivision der NVA in Spechtberg (Torgelow) wurde nach ihm benannt.